# Ferme de Vaux
La ferme de Vaux est une ferme située à Daumeray, en France.

## Localisation
La ferme est située dans le département français de Maine-et-Loire, sur la commune de Daumeray.

## Historique
L'édifice est inscrit au titre des monuments historiques en 1990.